# Coeriana amphibola
Coeriana amphibola là một loài bướm đêm trong họ Noctuidae.